# Srđana Šimunović
Srđana Šimunović (Dubrovnik, 13. siječnja 1976.) je hrvatska kazališna, televizijska i filmska glumica.

## Filmografija

### Televizijske uloge
- "Naša mala klinika" kao Verica (2005.)
- "Bibin svijet" kao Biba Ferk (2007.)
- "Zauvijek susjedi" kao Katija (2008.)
- "Baza Djeda Mraza" kao Zmaj (2009.)
- "Larin izbor" kao dr. Morana Pavić (2013.)
- "Prava žena" kao Olga Bužan (2016.-2017.)

### Filmske uloge
- "Anđele moj dragi" kao djevojka na proslavi #3 (1996.)
- "Zamrznuti kadar" (1999.)
- "Slučajna suputnica" kao djevojka #2 (2004.)
- "Mrtvi kutovi" kao Paula (2005.)

### Sinkronizacija
- "Mali princ" kao Mali princ
- "Trollz"
- "Medvjedići dobra srca (DIC Entertainment)" kao Vriskica, Teglić, jednorog Kiki, Ana, Robi, Lea, Vedrana, Slatkica (Sezona 2) i sporedne uloge [Project 6] (1986-1988.)
- "Casper lovi Božić" kao Zvončica (2000.)
- "Dinotopia 2" (2002.)
- "Rugratovi u divljini" (2003.)
- "Palčica - Magična priča" kao vila Plemeniti (2003.)
- "Super Cure" kao profesorica (2004.)
- "Zebra trkačica" kao Lana (2005.)
- "Istinite priče" (2006.)
- "Ružno pače i ja" kao Jasna (2006.)
- "Čiča miča, (ne)sretna je priča" kao zla polusestra #2 (2006.)
- "Shrek Treći" kao scenska glumica (2007.)
- "Sezona lova 2" kao Kate (2008.)
- "Čimpanze u svemiru" kao Kilowatka (2008.)

## Vanjske poveznice
- Srđana Šimunović u internetskoj bazi filmova IMDb-u (engl.)
- Stranica na Kamo.hr[neaktivna poveznica]